# Новоісаєво
Новоіса́єво (рос. Новоисаево, башк. Яңы Исай) — присілок у складі Нурімановського району Башкортостану, Росія. Входить до складу Новосубаївської сільської ради.
Населення — 9 осіб (2010; 8 у 2002).
Національний склад:
- башкири — 38 %
- росіяни — 37 %